# Usiku Cavus
L'Usiku Cavus è una formazione geologica della superficie di Marte.